# Afromet
AFROMET (Akronym für Association For the Return Of the Magdala Ethiopian Treasures) ist eine äthiopische Organisation, die von den Briten erbeutete äthiopische Kunst- und Kulturgüter wieder nach Äthiopien zurückbringt bzw. versucht, zurückzubringen.

## Geschichte
Nach der Schlacht um Magdala 1868 plünderten die siegreichen britischen Truppen die gleichnamige Bergfestung, in der sich der äthiopische Herrscher Tewodros II. verschanzt hatte. Zur britischen Beute gehörten viele Bücher und Kunstgegenstände, die zum größten Teil immer noch in englischen Museen aufbewahrt werden.
Mitte des 20. Jahrhunderts kam die Ansicht auf, das man das Plündern verbieten solle, auch im 4. Genfer Abkommen wurde dies beschlossen. Ein Problem ergab sich hinsichtlich jener Güter, die vor Inkrafttreten dieses Abkommens geraubt worden waren.

## Verlauf
Die äthiopische Regierung erbat die Rückgabe der erbeuteten Kunst- und Kulturgüter. Kleine Erfolge wurden zwar erreicht, doch bleibt hinsichtlich der Restitution dieser Güter noch viel zu tun.
AFROMET wurde gebildet, um die freiwillige Rückgabe der Gegenstände mit gesetzlichen Mitteln und öffentlicher Unterstützung zu erreichen. Bis jetzt sind zehn Gegenstände von privaten Spendern zurückgegeben worden, darunter zwei handgeschriebene Psalmen, zwei Tabots und ein Schild. Mehr als 460 Gegenstände befinden sich nach wie vor in britischem Besitz.